# Kukeč
Kukeč – wieś w Słowenii, w gminie Gornji Petrovci. W 2018 roku liczyła 54 mieszkańców.